# 五井機関区

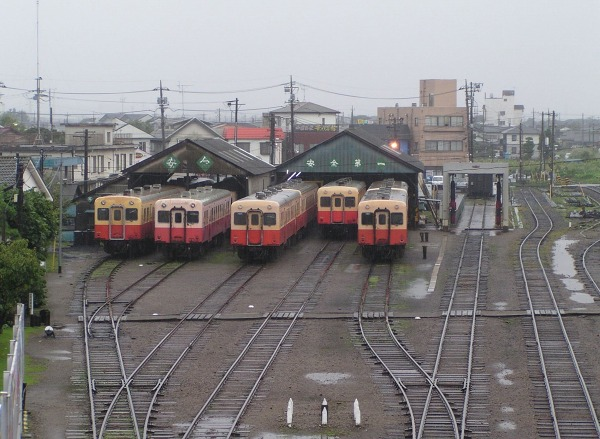
五井機関区

五井機関区（ごいきかんく）は、千葉県市原市の五井駅構内にある小湊鉄道の車両基地である。小湊鉄道線の車両が配属されている。

## 所属車両の車体に記される略号
「小コイ」…小湊鐵道を意味する「小」と、五井を意味する「コイ」から構成される。キハ40形とキハ200形3両(キハ205、キハ207、キハ208)に表記されている。

## 所属車両
- キハ200形気動車 14両(うち3両廃車扱い)
- DB4形ディーゼル機関車 1両
- ハフ101、テハ101・102、クハ101号客車
- キハ40形気動車 5両(JR東日本より譲渡)
- チ1111
- チキ5252.5254

## その他
- 構内には小湊鉄道開業時から1962年にかけて使用された蒸気機関車が3両（1号・2号・B104号）保存されており、許可を得て見学をすることができる。
- 構内を入ってすぐ（写真左側）の検修庫内にはキハ5800形（1997年廃車）が保管されている。なお、この車両は検修庫外から見ることができる。
- 構内では定期的に運転体験会が実施されていたが、2017年現在は無期限休止となっている。
- 2016年11月18日、機関庫及び鍛冶小屋が国の有形文化財に登録が答申され[2]、2017年5月2日、正式に登録された。